# Anisocycla
Anisocycla, biljni rod u porodici Menispermaceae smješten u tribus Tiliacoreae dio potporodice Menispermoideae. Raširen je po južnoj tropskoj Africi i Madagaskaru (dva endema). Sastoji se od tri priznate vrste grmastih penjačica i lijana.
Rod je opisan u Histoire Physique, Naturelle et Politique de Madagascar 28(Atlas 1), t. 49a. 1887.

## Vrste
1. Anisocycla blepharosepala Diels
2. Anisocycla grandidieri Baill.; Madagaskar
3. Anisocycla linearis Pierre ex Diels; Madagaskar